# Libanonski rat 1982.
Libanonski rat (hebr. מלחמת לבנון, Milkhemet Levanon, arap. حرب لبنان), zvan od Izraela i kao "Operacija Mir za Galileju", je naziv za akciju kojom je Izrael 6. lipnja 1982. izvršio invaziju na južni Libanon kako bi iz njega istjerao PLO. Nasuprot Izraelu borili su se PLO, Sirija, Fatah i novoosnovani Hezbollah. Okruženi u zapadnom Beirutu i podređeni teškom bombardiranju, PLO i sirijske snage su u pregovorima dogovorili izlazak iz Libanona uz pomoć međunarodnih mirovnih snaga.

## Uvod
Nakon početka arapsko-izraelskog sukoba 1948. oko 110.000 palestinskih izbjeglica pobjeglo je u Libanon, odakle je počeo i operirati PLO koju je Izrael optuživao da od tamo planira i vrši terorističke napade na njegovom teritoriju. 1976. libanonske kršćanske vođe su pozvali sirijsku vojsku da pomogne boriti se u Libanonu protiv palestinskih militanata. 11. ožujka 1978. nekolicina pripadnika Fataha je iz Libanona preko mora upalo na izraelsku plažu u kibuc, otela autobus pun civila i usmjerila ga prema Tel Avivu. Nakon pucnjave poginulo je 35 ljudi na što je izraelski ministar Menahem Begin naredio IDF-u da otjera PLO iz juga Libanona. IDF je upao u južni dio Libanona, ali je vojna operacija prekinuta u lipnju 1978. na pritisak SAD-a. U Libanon su došle trupe UNFIL-a kako bi osigurale mir, no incidenti na granici s Izraelom su se nastavili. 6. lipnja 1982. vlada Izraela dala je zeleno svjetlo za invaziju južnog Libanona kao odgovor na pokušaj ubojstva njenog veleposlanika Shloma Argova u Velikoj Britaniji od Fataha te zbog bombardiranja od PLO-a na sjeveru Izraela. 
Izraelski ministar Menachem Begin bio je informiran da PLO nije stajao iza pokušaja atentata, nego Fatah-revolucionarno vijeće na čijem je čelu bio Abu Nidal, ali je to pritajio kabinetu. 4. i 5. lipnja 1982. izraelske letjelice F-16 bombardirale su palestinske izbjegličke logore i ostale PLO mete u južnom Libanonu i Beirutu te se ubile 45 i ranile 150 ljudi. PLO je odgovorio lansiranjem raketa na sjever Izraela, na što je 6. lipnja IDF, na čelu kojeg je bio Ariel Sharon, započeo operaciju "Mir za Galileju“ i izveo invaziju na južni Libanon. 

### Izraelski razlozi za rat
Osim raketiranja sa strane palestinskih grupa, Izrael je tvrdio da se PLO mora otjerati iz Libanona odakle je mogao planirati atentate. Još jedan razlog je bila protuteža na mogući utjecaj i dominaciju Sirije na libanonski građanski rat kako bi se uspostavila stabilna libanonska kršćanska vlada koja bi imala bolje veze s hebrejskom državom. Yehoshafat Harkabi, bivši šef izraelske vojne obavještajne službe, je kasnije izjavio da je invazija na Libanon bila pogreška te da je prijetnja PLO-a iz te države bila neznatna.

## Tijek borbi
Izraelski cilj bio je otjerati PLO militante 40 kilmetara na sjever Libanona. Vojni zrakopolovi su bombardirali i onesposobili bejrutski aerodrom a IDF vojnici su za par dana stigli do Beiruta te počeli opsadu grada, bombardirajući ga 10 tjedana. Beirut je bio izoliran sa zemlje, zraka i mora, bez dovoda hrane i vode. Kao rezultat, ubijeni su i pripadnici PLO-a i obični civili. I gradovi Tir i Sidon su također bili teško oštećeni. IDF je uz to oborio 86 sirijskih letjelica iznad Libanona (makar su i Sirija i Izrael izbjegvali direktnu borbu) te uništio većinu protuzračnih naprava i tenkova. Yasser Arafat, vođa PLO-a, je isprva govorio o borbi do smrti, no kasnije je poprimio kompromisnije stavove. 
23. kolovoza 1982. kršćanin Bashir Gemayel je izabran za predsjednika Libanona te je zagovarao mir s hebrejskom državom, ali je poginuo u atentatu mjesec dana kasnije. Kako bi se završio sukob, postignut je dogovor da američke, francuske i talijanske mirovne trupe pošalju PLO preživjele u okolne arapske države. Falange, kršćanski libanonski militanti, su, navodno zajedno s Izraelom, bili odgovorni za masakr kod izbjegličkih logora Sabra i Shatila u zapadnom Beirutu, uzrokujući između 700 i 3.500 žrtava. Izrael pak tvrdi da je samo držao logore opkoljene i poslao kršćanske militante kako bi razoružali PLO, te da nije znao što se događa unutra. 
Usljedili su prosvjedi u izraelskim gradovima a kao posljedicu ministar obrane Ariel Sharon je dao ostavku. 17. svibnja 1983. dvije države su potpisale sporazum koji je završio stanje rata, uz uvjetovanje povlačenja izraelskih vojnika istodobno sa sirijskim. No Sirija se protivila takvom planu pa je Libanon povukao mirovni sporazum i ostao u neprijateljskim odnosima s Izraelom.

## Posljedice
U ratu je prema procjenama poginulo više od 17.800 Arapa te oko 675 IDF vojnika. Izrael se 1985. povukao iz većeg dijela južnog Libanona ali se zadržao na krajnjem jugu, navodno kako bi uspostavio „sigurnosnu zonu“, područje široko oko 12 kilometara. Konačno se skroz povukao tek 24. svibnja 2000., a od tada su izraelski građani izgubili iluziju idealnih vojnih vođa. PLO je nestao i smjestio se u Tunis, ali se je kao posljedicu oformirao Hezbollah koji je na jugu države nastavio biti u agresivnom odnosu s Izraelom. Libanon je svoju štetu procijenio na 2 milijarde $.

## Poveznice
- Izraelsko-libanonski rat 2006.

## Vanjske poveznice
- Izraleski pogled
- Palestinefacts.org  Arhivirana inačica izvorne stranice od 21. srpnja 2006. (Wayback Machine)
- Kronologija rata  Arhivirana inačica izvorne stranice od 19. travnja 2012. (Wayback Machine)
- Biografija Ariela Sharona - Libanonski rat 1982.  Arhivirana inačica izvorne stranice od 7. veljače 2007. (Wayback Machine)